# Оливейра Маркеш, Антониу Энрике ди
Анто́ниу Энри́ке Родри́гу ди Оливе́йра Ма́ркеш (порт. António Henrique Rodrigo de Oliveira Marques; 23 августа 1933, Эшторил, Лиссабон — 23 января 2007, Лиссабон) — португальский историк.

## Биография
Оливейра Маркеш родился в фрегезии Сан-Жуан-ду-Эшторил, Кашкайш.
Изучал историю и философию. Окончил Лиссабонский университет в 1956 году, защитив диссертацию на тему «Португальское общество в XII—XIV веках» (A Sociedade em Portugal nos Séculos XII a XIV). После учёбы в Вюрцбургском университете (ФРГ) он начал преподавать в Лиссабонском университете и в 1960 году получил докторскую степень за диссертацию «Ганзейский союз и Португалия в средние века» (Hansa e Portugal na Idade Média).
В 1962 году его уволили из университета за участие в студенческих забастовках против правоавторитарного режима Оливейры Салазара. Оливейра Маркеш эмигрировал в Соединенные Штаты, где в 1965—1970 годах преподавал историю в ряде университетов (Обернском, Флоридском, Колумбийском, Миннесотском и Чикагском).
Оливейра Маркеш вернулся в Португалию во время ограниченной либерализации («Марселистской весны») в 1970 году, но возобновил преподавание в португальских университетах только в 1974 году, когда Революция гвоздик положила конец почти пяти десятилетиям диктатуры «Нового государства».
С октября 1974 года по апрель 1976 года он был директором Национальной библиотеки Лиссабона. Профессор Нового Лиссабонского университета с 1976 года, он был председателем учредительного комитета факультета социальных и гуманитарных наук университета (1977—1980) и председателем научного совета этого факультета (1981—1983, 1984—1984, 1986). В 1980 году основал Центр исторических исследований в Новом Лиссабонском университете.
В 1998 году он был награждён Большим крестом Ордена Свободы президентом Жорже Сампайю.

## Труды
Считающийся одним из ведущих знатоков португальской средневековой истории Оливейра Маркеш написал более 60 книг и множество статей. Одна из его самых известных работ, трёхтомная «История Португалии», переведена на несколько языков (английский, французский, японский, польский, испанский, каталанский).
Некоторые из его работ включают:
- Sociedade em Portugal nos Séculos XII и XIV
- Hansa e Portugal na Idade Média
- Introdução à História da Agricultura em Portugal
- A Sociedade Medieval Portuguesa: аспекты повседневной жизни
- Guia do Estudante de História Medieval Portuguesa
- História de Portugal
- Nova História de Portugal и Nova História da Expansão Portuguesa (координатор с Жуэлем Серраном)
- História dos Portugals no Extremo Oriente (главный редактор)
- História da Maçonaria em Portugal